# Processo de Fleming–Viot
Em teoria das probabilidades, um processo de Fleming–Viot (processo F–V) é um membro de um subconjunto particular de processos de Markov com valores em medidas de probabilidade em espaços métricos compactos, conforme definido no artigo de 1979 de Wendell Fleming e Michel Viot. Tais processos são martingales e difusões.
Os processos de Fleming–Viot se mostraram importantes para o desenvolvimento de uma base matemática para as teorias por trás da deriva de alelos. Eles são generalizações do processo de Wright–Fisher e surgem como limites de população infinita de variantes adequadamente reescalonadas de processos de Moran.